# 나상호
나상호(羅相鎬, 1996년 8월 12일~)는 대한민국의 축구 선수로 현재 일본 J1리그의 마치다 젤비아에서 미드필더 겸 공격수로 활동 중이며 2018년 아시안 게임 금메달리스트이다.

## 클럽 경력

### 유소년 시절
담양군 수북면 출신으로 광주 FC의 유소년 팀인 금호고등학교 축구부를 나왔다. 금호고등학교 축구부시절 참가한 2014년 K리그 주니어에서 득점왕과 MVP를 수상했다. 고교 졸업 이후 단국대학교에서 축구부로 활약하였다.

### 광주 FC
2016년 12월 19일 K리그2의 광주 FC에 입단하였다. 2017년 5월 7일 전남 드래곤즈를 상대로 수비수 홍준호와 교체 투입되며, K리그 데뷔전을 가졌다. 8월 19일 전북 현대 모터스를 상대로 데뷔 골을 기록하였다. 2017 시즌 총 18경기에 출전하여 2골을 기록하였다.
2018년 4월 8일에 열린 부산 아이파크와의 경기에서 시즌 마수걸이 골을 기록했다. 2018시즌 리그에서 31경기 출전 16득점 1도움을 기록했으며 K리그2 득점상과 MVP를 수상했다.

### FC 도쿄
2019년 1월 14일 J리그의 FC 도쿄로 이적했다. 2019년 4월 6일 시미즈 S-펄스와의 경기에서 일본 진출 후 첫 골을 기록했다.

### 성남 FC
2020년 6월 8일 K리그1의 성남 FC로 임대 이적하였다.

### FC 서울
2021년 1월 9일 K리그1의 FC 서울로 이적하였다.

### 마치다 젤비아
2024년 1월 4일 J1리그의 FC 마치다 젤비아로 이적하였다.

## 국가대표팀 경력
2018년 아시안 게임 축구 국가대표로 선발된 그는 대한민국 U-23 국가대표팀이 금메달을 획득하며 병역특례를 받았다. 당시 자카르타 멤버들 중 상당수는 훗날 2022년 FIFA 월드컵에 같이 나서게 된다.
아시안 게임을 마치고 2018년 11월 15일 대한민국 축구 국가대표팀에 처음으로 선발되었다. 이후 2019년 9월 10일 열린 투르크메니스탄과의 2022년 FIFA 월드컵 아시아 지역 2차 예선 H조 1차전 경기에서 A매치 데뷔골을 신고했다.
2019년 EAFF E-1 풋볼 챔피언십에 참여하는 대한민국 축구 국가대표팀에 차출되었다. 나상호는 대회 1차전인 홍콩과의 경기에서 득점을 기록했다.
2022년 FIFA 월드컵 국가대표팀에 승선하며 월드컵 데뷔전을 치르게 되었다.

## 경력 통계

### 국가대표팀 득점
| # | 경기일     | 경기장소                   | 상대팀         | 득점 | 결과 | 비고                                    |
| - | ---------- | -------------------------- | -------------- | ---- | ---- | --------------------------------------- |
| 1 | 2019/09/10 | 투르크메니스탄, 아시가바트 | 투르크메니스탄 | 1-0  | 2-0  | 2022년 FIFA 월드컵 아시아 지역 2차 예선 |
| 2 | 2019/12/11 | 대한민국, 부산             | 홍콩           | 2-0  | 2-0  | 2019년 EAFF E-1 풋볼 챔피언십           |

## 수상

### 국가대표팀
대한민국 U-23
- 아시안 게임: 금메달 (2018)

 대한민국
- EAFF E-1 풋볼 챔피언십 : 우승 (2019), 준우승 (2022)

### 개인
- K리그2 MVP: 2018
- K리그2 득점상: 2018
- K리그2 베스트 11: 2018